# Penisa roseata
Penisa roseata är en fjärilsart som beskrevs av George Francis Hampson 1902. Penisa roseata ingår i släktet Penisa och familjen nattflyn. Inga underarter finns listade i Catalogue of Life.